# Temporalsatz
Ein Temporalsatz oder Zeitsatz ist ein Nebensatz, der eine eigenständige Situation beschreibt und sie zum Inhalt des Hauptsatzes zeitlich einordnet, und zwar als vorzeitig, nachzeitig oder gleichzeitig. Es handelt sich mithin um eine adverbiale Bestimmung der Zeit in Form eines Adverbialsatzes. Häufige Konjunktionen im Deutschen sind dabei „als“, „nachdem“, „während“ und „bevor“.
Gleichzeitiges Zeitverhältnis, Präteritum im Hauptsatz und im Nebensatz:
```
Er ging nach Hause, während die Glocke läutete.
```

Vorzeitiges Zeitverhältnis, Präteritum im Hauptsatz, Plusquamperfekt im Nebensatz:
```
Er ging nach Hause, nachdem die Glocke geläutet hatte.
```

Nachzeitiges Zeitverhältnis, Präsens im Haupt- und Nebensatz.
```
Der Schaffner weckt ihn, bevor der Zug ankommt.
```